# Đặng Lợi
Nghệ sĩ ưu tú Đặng Lợi (1927 - 2007) là một nghệ sĩ lớn, gắn liền với sự hình thành và phát triển của ngành Múa rối Việt Nam trong vai trò tác giả, đạo diễn và họa sĩ tạo hình múa rối.
Ông là một trong những người đặt nền móng xây dựng nên Nhà hát Múa rối Việt nam. Ông là người đặt nền tảng cho phong cách viết kịch bản múa rối lãng mạn và là người khai phá thành công mô hình múa rối nước, đưa nghệ thuật múa rối đến với công chúng. Ông có nhiều đóng góp trong việc kết hợp hài hòa nghệ thuật múa rối hiện đại vào nghệ thuật rối dân gian Việt Nam.

### Tiểu sử
Ông tên thật là Đặng Hoán Lợi, sinh ngày 30 tháng 12 năm 1927 tại xã Gia Lộc, huyện Trảng Bàng, tỉnh Tây Ninh. Quê quán tại xã Lương Phú, huyện Giồng Trôm, tỉnh Bến Tre.

### Sự nghiệp
Năm 1945 - 1954, ông tham gia Vệ Quốc Đoàn thuộc Trung đội Hồ Chí Minh - Bến Tre. Và kinh qua nhiều chức vụ như Trưởng ban thông tin tuyên truyền, Trưởng ban văn thư - tuyên truyền Xung phong (Phòng Thông tin tuyên truyền Châu Thành), cán bộ hội họa tại Ban chỉ huy Trường Hội họa Kháng chiến Khóa Tổng động viên (Sở Thông tin Nam bộ - khóa Lê Triều), cán bộ hội họa thuộc Cơ quan Ấn loát Đặc biệt Nam bộ, thường vụ chi ủy Nhà in Cứu quốc Nam bộ, Trung đội trưởng thuộc Ủy ban Liên hiệp Đình chiến Bộ Tổng tư lệnh Quân đội Nhân dân Việt Nam.
Năm 1956, ông là đội trưởng Đội Múa Rối Trung ương (tiền thân của Nhà hát Múa rối Việt Nam) theo chỉ thị trực tiếp của chủ tịch Hồ Chí Minh.
Năm 1958, ông là Đại biểu Việt Nam dự Đại hội Múa rối Quốc tế, Liên hoan và Triển lãm Múa rối Quốc tế lần I tại Rumani. Tại Đại hội, con rối nước cổ truyền Việt Nam được giới thiệu ra thế giới.
Năm 1958 - 1975, ông phụ trách chỉ đạo nghệ thuật, tạo hình trang trí, đào tạo diễn viên, nghiên cứu lý luận múa rối, nghiên cứu nghệ thuật múa rối dân gian... của Đội Múa rối Trung ương, sau đó là Đoàn Múa rối Trung ương.
Năm 1971, Chủ nhiệm lớp Đào tạo Huấn luyện Múa rối nước Chuyên nghiệp khóa 1.
Năm 1972, ông dẫn Đoàn Múa rối Trung ương đi biểu diễn hữu nghị và huấn luyện bộ môn múa rối tại Lào.
Năm 1973, thành lập Đội Múa rối nước cổ truyền chuyên nghiệp đầu tiên của Việt Nam.
Năm 1975 - 1977, ông xây dựng cơ sở tổ chức,phụ trách đào tạo nghệ thuật múa rối và phát triển phong trào múa rối giải phóng tại Thành phố Hồ Chí Minh.
Năm 1977 - 1988, ông làm trưởng Đoàn Nghệ thuật Múa rối Thành phố Hồ Chí Minh.
Năm 1989 - 2001, ông làm cố vấn nghệ thuật của Đoàn Nghệ thuật Múa rối Thành phố Hồ Chí Minh, trưởng Ban giám khảo các cuộc Liên hoan Múa rối ở phía Nam và toàn quốc.
Ông mất ngày 21 tháng 4 năm 2007, sau nhiều năm chống chọi với bệnh hiểm nghèo.

### Tác phẩm tiêu biểu
- Trẩy hội mùa (Múa rối cạn cổ truyền)
- Trò chơi thật (Kịch bản cho rối que)
- Đường ra biển Đông (Kịch bản - đạo diễn - tạo hình)
- Cu Tí đánh giặc và Vui hội xuân (Múa rối nước)
- Sơn Tinh - Thủy Tinh (Múa rối nước)
- Nùng Phai - Gâu Dự
- và nhiều kịch bản múa rối ngắn phổ cập cho thiếu nhi.

### Công trình nghiên cứu
- Bước đầu tìm hiểu nghệ thuật múa rối.
- Những bài học huấn luyện đơn giản để phát triển phong trào múa rối quần chúng.
- Tìm hiểu nghệ thuật múa rối nước.
- Những tiểu phẩm ngắn gọn cho phong trào múa rối quần chúng.

### Danh hiệu
Huân chương Kháng chiến hạng III và I (1985)
Huân chương Itxala hạng I
Bằng khen 15 năm xây dựng văn hóa quần chúng Tây Bắc
Nghệ sĩ ưu tú (1988)
Huy hiệu Thành Đồng Tổ quốc
Huân chương Vì Sự nghiệp Sân khấu Việt Nam (1999)
Huy hiệu 50 năm tuổi Đảng (1999)
Huy chương Vì thế hệ trẻ (2000)

### Gia đình
Ông là người con thứ hai (anh là Đặng Hoán Đáo và em là 'Đặng Hoán Thạnh) của ông Đặng Thành Kiểng và bà Nguyễn Thị Chính.
Năm 1967, ông kết hôn với bà Đỗ Thị Hồng Liên và có hai người con trai Đặng Cao Thắng (1968-2015) và Đặng Trí Đức http://maivang.nld.com.vn/2010010509464590p0c1020/nguoi-hoa-hinh-voi-cat.htm Lưu trữ ngày 8 tháng 1 năm 2013 tại Wayback Machine (Đặng Văn Trí Đức)